# Gora Vmërzshij Kamen'
Gora Vmërzshij Kamen' är ett berg i Antarktis. Det ligger i Östantarktis. Australien gör anspråk på området. Toppen på Gora Vmërzshij Kamen' är 1 602 meter över havet.
Terrängen runt Gora Vmërzshij Kamen' är huvudsakligen lite kuperad. Trakten är obefolkad. Det finns inga samhällen i närheten.